# Reprezentacja Surinamu w piłce nożnej mężczyzn
Reprezentacja Surinamu w Piłce nożnej jest narodową drużyną Surinamu i gra pod egidą Surinamskiego Związku Piłki Nożnej (Surinaamse Voetbal Bond).
Federacja została założona w 1920, od 1929 jest członkiem FIFA, od 1965 CONCACAF (Surinam leży w Ameryce Południowej, ale razem z drużyną Gujany i Gujany Francuskiej należy do federacji Północnoamerykańskiej). Do uzyskania niepodległości przez Surinam w 1975 piłkarze Surinamu grali jako reprezentacja Gujany Holenderskiej. Trenerem reprezentacji jest Kenneth Jaliens. Surinamczycy nigdy nie awansowali do finałów Mistrzostw Świata, a w Złotym Pucharze CONCACAF zadebiutowali w 2021 roku. Jednym z bardziej znanych piłkarzy pochodzenia surinamskiego jest Mark de Vries, były snajper szkockiego Heart of Midlothian, który jednak nigdy nie zdecydował się na grę w reprezentacji kraju.Na początku obecnej dekady gwiazdą zespołu był Todd Lumsden, który grał w klubach z niższych lig szkockich (Albion Rovers, Raith Rovers).
27 lipca 2011 Surinam zajmował 12. miejsce w CONCACAF.
Obecnym selekcjonerem kadry Surinamu jest Roberto Gödeken

## Udział wMistrzostwach Świata
- 1930 – 1934 – Nie brał udziału
- 1938 – Wycofał się z kwalifikacji
- 1950 – 1958 – Nie brał udziału
- 1962 – 1986 – Nie zakwalifikował się
- 1990 – Nie brał udziału
- 1994 – 2022 – Nie zakwalifikował się

## Udział wZłotym Pucharze CONCACAF
- 1991 – Nie zakwalifikował się
- 1993 – Wycofał się z kwalifikacji
- 1996 – Nie zakwalifikował się
- 1998 – Nie brał udziału
- 2000 – 2002 – Nie zakwalifikował się
- 2003 – Wycofał się z kwalifikacji
- 2005 – 2019 – Nie zakwalifikował się
- 2021 – Faza grupowa

## Udział wPucharze Karaibów
- 1989 – 1990 – Nie brał udziału
- 1991 – Nie zakwalifikował się
- 1992 – Faza Grupowa
- 1993 – Wycofał w trakcie kwalifikacji
- 1994 – IV Miejsce
- 1995 – Nie zakwalifikował się
- 1996 – IV Miejsce
- 1997 – Nie brał udziału
- 1998 – 1999 – Nie zakwalifikował się
- 2001 – Faza Grupowa
- 2005 – 2017 – Nie zakwalifikował się